# Gmina Saarepeedi
Gmina Saarepeedi (est. Saarepeedi vald) – była gmina wiejska w Estonii, w prowincji Viljandi. Po wyborach samorządowych w dniu 20 października 2013 r. gmina została połączona z Gminą Paistu, Gminą Pärsti i Gminą Viiratsi, w wyniku czego powstała Gmina Viljandi.
W skład gminy wchodziło:
- 12 wsi: Aindu, Auksi, Karula, Kokaviidika, Moori, Peetrimõisa, Saarepeedi, Taari, Tobraselja, Tõnissaare, Võistre, Välgita.